# سید مرتضی نبوی
سید مرتضی نبوی (زادهٔ ۱۳۲۶ در قزوین) مدیرمسئول پیشین روزنامه رسالت، عضو پیشین شورای مرکزی جامعه اسلامی مهندسین و عضو مجمع تشخیص مصلحت نظام است. عضو شورای عالی حل اختلاف بین قوا، رئیس مرکز پژوهشی مطالعات راهبردی توسعه، مدیر مسئول فصلنامه راهبرد توسعه، او وزیر پست، تلگراف و تلفن در دولت اول میرحسین موسوی بود. همچنین وی در زمان شاه فعالیت‌های سیاسی داشت و مدتی نیز در زندان‌های حکومت پهلوی حبس بوده‌است.

## تحصیلات
۱- کارشناسی ارشد (فوق لیسانس) مهندسی برق از دانشگاه تهران، سال ۱۳۵۰
1. کارشناسی ارشد علوم سیاسی از دانشگاه آزاد اسلامی واحد مرکز
2. دکترای تخصصی علوم سیاسی

## مقالات به ترتیب سال انتشار
۱. فصلی دربارهٔ بودجه ۷۴، نشریه مجلس و پژوهش شماره ۱۵ فروردین و اردیبهشت ۱۳۷۴
۲. اقتصاد ایران؛ چالش‌ها و ضرورت‌ها، نشریه مجلس و پژوهش، شماره ۱۶ خرداد و تیر ۱۳۷۴
۳. تعاملات تعاون و تمدن، نشریه مجلس و پژوهش، شماره ۱۸ بهمن و اسفند ۱۳۷۴
۴. درآمدی بر سیاست‌گذاری صنعتی ایران، نشریه مجلس و پژوهش، شماره ۲۱، مهر و آذر ۱۳۷۵
۵. توسعه و انگاره‌های دنیاگرا، نشریه مجلس و پژوهش، شماره ۲۲، فروردین و اردیبهشت ۱۳۷۵
۶. جستاری در ثروت‌های بادآورده، نشریه مجلس و پژوهش، شماره ۲۳، دی و بهمن ۱۳۷۶
۷. تعاون و نگاه الهی مکتب ما، نشریه مجلس و پژوهش، شماره ۲۵ خرداد و شهریور ۱۳۷۷
۸. تأملی ریشه‌نگر در پیوندها، قرآن وسیاست، فصلنامه راهبرد، شماره ۳۰، زمستان ۱۳۸۲
۹. مردم سالاری دینی و گونه‌های دیگر دموکراسی، فصلنامه راهبرد، شماره ۳۲، تابستان ۱۳۸۳
۱۰. سیاست خارجی ایران در دوران ریاست جمهوری آقای هاشمی، فصلنامه راهبرد، شماره ۳۴، زمستان ۱۳۸۳
۱۱. باکندو کاو نقش روشنفکران وابسته، زوال توسعه در جهان سوم، فصلنامه راهبرد یاس شماره ۱، زمستان ۱۳۸۳
۱۲. قوه مجریه و مقوله کارآمدی، مجموعه مقالات همایش انتخابات، دانشگاه و دولت نهم، انتشارات همشهری، بهار ۱۳۸۴
۱۳. دکترین مهدویت و توسعه، ارائه شده به اولین همایش بین‌المللی دکترین مهدویت، شهریور ۱۳۸۵
۱۴. درآمدی بر آسیب‌شناسی گفتمان اصولگرایی، ماهنامه زمانه، شماره ۵۵، فروردین ۱۳۸۶
۱۵. آمریکا؛ سقوط شاه و پیروزی انقلاب اسلامی ایران با تأکید بر مقطع (۱۳۵۶–۱۳۵۹)، همایش سقوط۲، مؤسسه مطالعات و پژوهش‌های سیاسی، بهار ۱۳۸۷
۱۶. سیرت و صورت انقلاب اسلامی، ارائه شده به همایش «پس از سی سال سیرت و صورت انقلاب اسلامی»، دانشگاه شریف، اردیبهشت ۱۳۸۹
۱۷. ابعاد توسعه در ایران؛ امروز و دیروز (چاپ شده در مجموعه ۶ جلدی کتاب‌های درآمد، مروری بر کارنامه نظام جمهوری اسلامی ایران) انتشارات دانشگاه تهران، بهمن ۱۳۸۹
۱۸. تحلیل انتخابات دهم ریاست جمهوری، انتشارات مؤسسه سبوح قدوس، ۱۳۸۹
۱۹. الزامات و شاخص‌های مدیریت راهبردی به منظور تحقق اهداف دههی عدالت و پیشرفت، به سفارش پژوهشگاه فرهنگ و اندیشه اسلامی، بهمن ۱۳۸۹
۲۰. اسناد بالادستی و راهنما برای تحوّل و ارتقای علوم انسانی، شورایعالی انقلاب فرهنگی، ۱۳۹۰
۲۱. مفهوم استقلال و جایگاه آن در منظومه فکری امام خمینی (ره)، به سفارش پژوهشگاه فرهنگ و اندیشه اسلامی، زمستان ۱۳۹۱
۲۲. مفهوم استقلال و جایگاه آن در منظومه فکری مقام معظم رهبری، به سفارش پژوهشگاه فرهنگ و اندیشه اسلامی، زمستان ۱۳۹۱
۲۳. درآمدی بر روش‌شناسی نظریه الگوی اسلامی ایرانی پیشرفت، ارائه شده به دبیرخانه همایش ملی الگوی اسلامی ایرانی پیشرفت، بهار ۱۳۹۲ (این مقاله به صورت دو قسمت مجزا ۱- درآمدی بر روش‌شناسی طراحی الگوی اسلامی ایرانی پیشرفت و ۲- ارائه نظریه راجع به الگوی اسلامی ایرانی پیشرفت، در شماره‌های آتی فصلنامه صدرا چاپ خواهد شد)
۲۴. الگوی مفهومی و راهبردی حکومت قانون در جمهوری اسلامی ایران، فصلنامه راهبرد، سال بیست و هفتم، شماره هشتادو هشتم، پاییز ۱۳۹۷
مشارکت در انجام پروژه‌های پژوهشی
۱. نظام جامع مشارکت در آموزش و پرورش، به سفارش شورای عالی آموزش و پرورش، مهرماه ۱۳۸۷
۲. جمع‌آوری (مستندسازی)، پردازش (اعتبارسنجی) و ارزیابی تجارب مدیران ارشد فرهنگی، سیاسی و اقتصادی جمهوری اسلامی ایران از ابتدای انقلاب تا کنون، به سفارش پژوهشگاه اطلاعات و مدارک علمی ایران، زمستان ۱۳۸۸
۳. بررسی نقش و عملکرد مقام معظم رهبری در انتخابات ریاست جمهوری دهم، به سفارش پژوهشگاه فرهنگ و اندیشه اسلامی، فروردین۱۳۹۰
۴. تحلیل بازار مسکن و تأثیر آن بر اقتصاد کشور، به سفارش مرکز پژوهشی مطالعات و بررسی‌های اقتصادی اتاق بازرگانی و صنایع و معادن تهران، آذرماه ۱۳۹۱
۵. مدل مفهومی الگوی اسلامی- ایرانی پیشرفت، به سفارش معاونت پژوهشی مؤسسه عالی آموزش و پژوهش مدیریت و برنامه‌ریزی (۱۳۸۹–۱۳۹۲)
۶. تحول در علوم انسانی، به سفارش دبیرخانه شورایعالی انقلاب فرهنگی (۱۳۹۶–۱۳۹۴)
۷. بازشناسی سیاست کلی به سفارش دبیرخانه مجمع تشخیص مصلحت نظام
۸. مقایسه روندهای اقتصادی، فرهنگی و اجتماعی ایران (قبل و بعد از انقلاب اسلامی) در ۳ جلد به سفارش معاونت فرهنگی و اجتماعی سپاه پاسداران انقلاب اسلامی
کتاب‌ها
۱- جریانات سیاسی و مواضع ما، مصاحبه با مهندس سیدمرتضی نبوی و مهندس محمدرضا باهنر، به اهتمام داریوش جهان‌بین، نشر سیاست، ۱۳۸۰
۲- خاطرات سیدمرتضی نبوی، به کوشش جواد کامور بخشایش، انتشارات سوره مهر، ۱۳۸۵
۳- فوق‌العاده (گفتگوی فرزاد حسنی با چهره‌های انقلابی) انتشارات مؤسسه جام‌جم، زمستان ۱۳۸۷
۴- جریان‌شناسی اقتصادی در ایران بعد از انقلاب اسلامی، (سید مرتضی نبوی، وحید شقاقی شهری، دکتر داوود دانش جعفری)
جمهوری اسلامی ایران و چالش‌های کارآمدی، پژوهشگاه فرهنگ و اندیشه اسلامی

## سوابق علمی و اجرایی
- عضو هیئت عالی حل اختلاف و تنظیم روابط قوای سه‌گانه (از بدو تأسیس تاکنون)
- وزیر پست، تلگراف و تلفن (سال ۱۳۶۰ تا ۱۳۶۴)
- نماینده مردم تهران در دوره‌های چهارم و پنجم مجلس شورای اسلامی
- قائم مقام مرکز پژوهش‌های مجلس شورای اسلامی در دوره‌های چهارم و پنجم
- عضو مجمع تشخیص مصلحت نظام (از بدو تأسیس تاکنون)
- عضو هیئت مؤسس جامعه اسلامی مهندسین
- عضو هیئت امنای دانشگاه علوم پزشکی قزوین (از سال ۱۳۸۴ تا ۱۳۹۰)
- عضو شورای علمی گروه مطالعات انقلاب اسلامی پژوهشگاه فرهنگ و اندیشه اسلامی (از سال ۱۳۸۳ الی ۱۳۸۸)
- مدیر مسئول روزنامه رسالت (از بدو تأسیس ۱۳۶۴ تاکنون)
- صاحب امتیاز فصلنامه علمی ترویجی راهبرد یاس (از بدو تأسیس ۱۳۸۱ تاکنون) که ۴۳ شماره آن منتشر شده‌است.
- رئیس مرکز پژوهشی مطالعات راهبردی توسعه (از بدو تأسیس ۱۳۸۹ تاکنون)
- مدیر عامل مؤسسه فرهنگی و هنری یاس (از بدو تأسیس ۱۳۸۱ تاکنون)
- عضو شورای تخصصی نقشه مهندسی فرهنگی کشور (وابسته به شورای عالی انقلاب فرهنگی)
- عضو شورای تخصصی تحول و ارتقاء علوم انسانی (وابسته به شورای عالی انقلاب فرهنگی)
- عضو شورای علمی پژوهشگاه فرهنگ و معارف اسلامی، نهاد رهبری در دانشگاه‌ها
- عضو شورای علمی اندیشکده مبانی، مرکز الگوی اسلامی- ایرانی پیشرفت
- عضو هیئت علمی دانشگاه آزاد – واحد تهران مرکزی